# Home radio frequency
Home radio frequency, HomeRF, är en standard för trådlösa nätverk i hemmet eller i ett mindre företag. 
Olikt andra trådlösa LAN-standarder utvecklades HomeRF för att tillhandahålla hög kvalitets röstmöjligheter för flera användare samtidigt. HomeRF kombinerar trådlös dataöverföringsteknik med digital trådlös telefonstandard.
HomeRF 1.0 använder liksom IEEE 802.11b den licensfria frekvensen 2,45 GHz men de båda teknikerna kan inte samarbeta utan risken finns att de istället stör ut varandra. Med den nya versionen HomeRF 2.0 skall detta dock inte vara något problem.
Hastigheten för HomeRF 1.0 är 2 Mbps, men med HomeRF 2.0 kan överföringshastigheter upp till 10 Mbps uppnås. HomeRF har en räckvidd på 150 fot motsvarande ca: 45 meter
HomeRF använder sig av protokollet SWAP (shared Wireless Access Protocol) utvecklat av HomeRF working group. SWAP utvecklades för att kunna samverka med en stor mängd användarenheter såsom PC-datorer och trådlösa telefoner. 

## Framtiden
Medlemsantalet i HomeRF Working Group översteg länge 100 företag bestående av ledande företag inom PC, elektronik, kommunikation, nätverk med mera såsom Siemens, Motorola, Intel med flera. Många av dessa företag hoppade dock av arbetet med utvecklingen av HomeRF 2.0 för att istället satsa på IEEE 802.11b och dess släktingar. HomeRF working group avvecklades i januari 2003 och arbetet bibehålls numera av Palo Wireless. HomeRF finns knappt på den svenska marknaden men säljs fortfarande på bland annat den amerikanska. Den har i stort sett övertagits av andra trådlösa LAN-standarder.